# Dora Hitz
Dora Hitz (1856-1924) est une peintre allemande de cour de la famille royale de Roumanie, cofondatrice de la Berliner Secession.

## Biographie
Née le 30 mars 1856 à Altdorf bei Nürnberg en royaume de Bavière, Dora Hitz va avec sa famille à Ansbach à l'âge de six ans, puis va étudier à Munich à l'âge de treize ans. Elle étudie avec Wilhelm von Lindenschmit (de). Elle rencontre Élisabeth de Wied (princesse puis reine de Roumanie) lors d'une exposition en 1876, et est embauchée en tant que peintre de la cour de la famille royale de Roumanie. Après 1880, elle vit à Paris. À partir de 1892, elle participe régulièrement aux expositions de la Société Nationale des Beaux Arts. En 1898 elle fait partie des membres fondateurs de l'association Berliner Secession. Elle remporte le prix de la Villa Romana en 1906. Elle a des difficultés financières durant la Première Guerre mondiale, et meurt le 20 novembre 1924 à Berlin. Elle est citée dans le livre Women Painters of the World des femmes peintre les plus en vue à son époque.

## Galerie

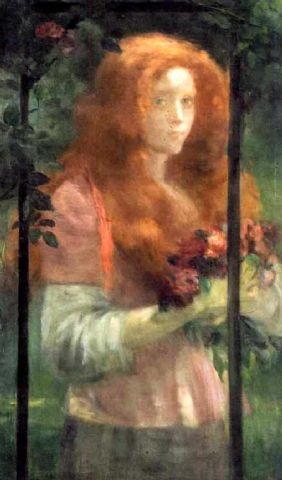
Dämmerung; huile sur toile; 100 × 60 cm
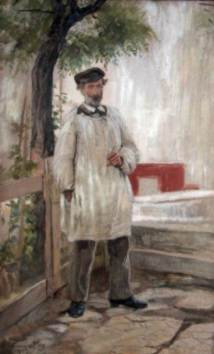
Portrait du peintre Edmond Aman-Jean
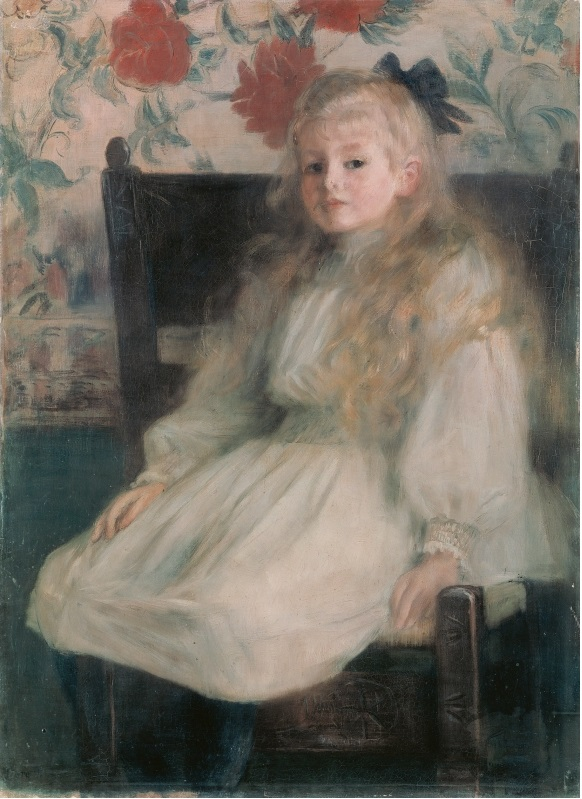
Portrait
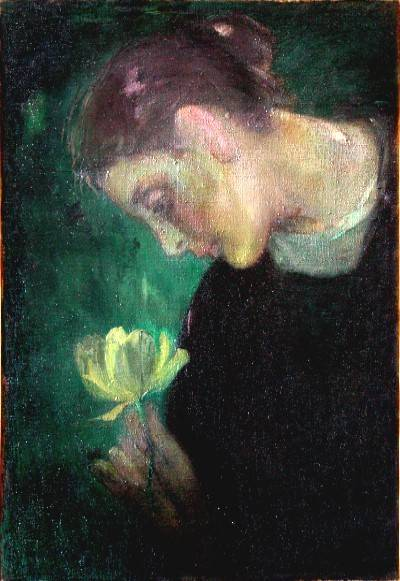